# Двохякірна світа
Двохякірна світа, двохякірна формація — геологічне утворення крейдяного періоду в Гірському Криму (Україна), на південь від Ялти. Скам'янілості, знайдені там, включають: амоніти, такі як Берріазелла (Berriasella) і Плечоногі (Brachiopod).
Двохякірну світу вперше описано в рукописному геологічному звіті М. Новікова 1980 року про спеціалізовану геологічну зйомку. Автор вважає, що світа представлена флішоїдним перешаровуванням сірих і зелено-сірих глин, тонкобрекчірованних вапняків, бурих пісковиків і сидеритів. Стратотип світи розташований на схилах Двохякірної долини і на південному схилі хребта Тете-Оба.
Всередині світи точно встановлено границю юри та крейди.
На платформі станції Київського метрополітену Університет, під бюстом М. Горького., під час будівництва використано мармурову плиту (мармуровий вапняк) з розпилом амоніта, привезено з Криму.